# Nasser bin Hamad Al Khalifa
Nasser bin Hamad Al Khalifa (8 maggio 1987) è uno sceicco bahreinita.

## Biografia

### Istruzione e carriera
Lo sceicco Nasser è nato nel 1987, primogenito di Hamad e di Sheia bint Hassan Al Khrayyesh Al Ajmi.
Ha frequentato la Scuola nazionale Ibn Khaldun a Riyadh e la Reale accademia militare di Sandhurst. L'11 agosto 2006 ricevette il grado di secondo tenente della Guardia Reale del Bahrein. Il 30 giugno 2007 fu promosso al grado di tenente e il 30 giugno 2009 di capitano. Il 16 giugno 2011 divenne colonnello e nello stesso anno comandante.
Nel 2017 fu elevato al rango di brigadiere generale ed entrò come membro nel Supreme Defence Council (SDC) fino al 2020, quando vi divenne il Segretario Generale. Il 5 ottobre 2018 fu promosso a maggior generale e nel 2019 divenne Consigliere per la Sicurezza Nazionale. Nel 2023 è salito al grado di tenente generale.

### Altre attività e matrimonio
Venne nominato rappresentante di suo padre per la Beneficenza e gli Affari Giovanili e, nel 2000, presidente della Royal Equestrian and Endurance Federation (BREEF).
Presiede il Board of Trustees della Royal Charity Organization dal 2007 e dal 2008 è membro dell'Economic Development Board. Nel 2009 acquisì la presidenza del Comitato Olimpico del Bahrein e nel 2010 divenne il vice presidente del Supreme Council for Youth and Sports.
Il 27 settembre 2009 si tenne a Dubai il suo nikah con Shaikha bint Mohammed Al Maktoum (1991), figlia di Mohammed bin Rashid Al Maktum. Si sposarono il 2 ottobre nel palazzo Al-Sakhir di Riffa.

### Repressione dei diritti umani
Nell'agosto 2011 il Bahrain Center for Human Rights (BCHR) espresse gravi preoccupazioni in merito al coinvolgimento di alcuni membri della famiglia reale nelle violenze e torture rivolte ai manifestanti pro-democrazia. Tra i membri coinvolti ci fu anche Nasser, che torturò l'attivista Mohammed Habib Al-Muqdad, un cittadino svedese.
Nello stesso anno un rapporto pubblicato dal Forum bahreinita per i diritti umani descrisse nel dettaglio le violenze commesse da Nasser, nell'ambito delle proteste della primavera araba. Lo sceicco dichiarò in televisione che chiunque avesse protestato contro il regime politico bahreinita sarebbe stato "ritenuto responsabile" e che non avrebbe avuto "modo di scappare". La FIDH chiese al sistema giudiziario francese di perseguire Nasser.

## Discendenza
Nasser bin Hamad Al Khalifa e Shaikha bint Mohammed bin Rashed Al Maktoum hanno tre figli e una figlia:
- Sceicco Hamad (Londra, 6 giugno 2012);
- Sceicco Muhammad (Londra, 6 giugno 2012), gemello del precedente;
- Sceicca Shaima (Londra, 9 luglio 2010);
- Sceicco Hamdan (28 ottobre 2018).

## Titoli e trattamento
- 8 maggio 1987 - attuale: Sua Altezza, lo sceicco Nasser bin Hamad Al Khalifa

## Ascendenza
|                                        |     |                                          | Genitori                     |  |  | Nonni |  |  | Bisnonni                    |  |  | Trisnonni                |  |
|                                        |     |                                          |                              |  |  |       |  |  | Salman ibn Hamad Al Khalifa |  |  | Hamad ibn Isa Al Khalifa |  |
|                                        |     |                                          |                              |  |  |       |  |  | Salman ibn Hamad Al Khalifa |  |  | Hamad ibn Isa Al Khalifa |  |
|                                        |     | Una figlia di Salman bin Duaij Al Jalifa |                              |  |  |       |  |  | Salman ibn Hamad Al Khalifa |  |  |                          |  |
| Isa bin Salman Al Khalifa              |     |                                          |                              |  |  |       |  |  | Salman ibn Hamad Al Khalifa |  |  |                          |  |
|                                        |     | Mouza bint Hamad Al Khalifa              | Hamad bin Isa Al Jalifa      |  |  |       |  |  |                             |  |  |                          |  |
|                                        |     | Mouza bint Hamad Al Khalifa              | Hamad bin Isa Al Jalifa      |  |  |       |  |  |                             |  |  |                          |  |
|                                        |     | Mouza bint Hamad Al Khalifa              | ...                          |  |  |       |  |  |                             |  |  |                          |  |
| Hamad bin Isa Al Khalifa               |     | Mouza bint Hamad Al Khalifa              |                              |  |  |       |  |  |                             |  |  |                          |  |
|                                        |     | Salman bin Ibrahim Al Khalifa            | Hamad bin Abdullah Al Jalifa |  |  |       |  |  |                             |  |  |                          |  |
|                                        |     | Salman bin Ibrahim Al Khalifa            | Hamad bin Abdullah Al Jalifa |  |  |       |  |  |                             |  |  |                          |  |
|                                        |     | Salman bin Ibrahim Al Khalifa            | ...                          |  |  |       |  |  |                             |  |  |                          |  |
| Hessa bint Salman Al Khalifa           |     | Salman bin Ibrahim Al Khalifa            |                              |  |  |       |  |  |                             |  |  |                          |  |
|                                        |     | ...                                      | ...                          |  |  |       |  |  |                             |  |  |                          |  |
|                                        |     | ...                                      | ...                          |  |  |       |  |  |                             |  |  |                          |  |
|                                        |     | ...                                      | ...                          |  |  |       |  |  |                             |  |  |                          |  |
| Nasser bin Hamad Al Khalifa            |     | ...                                      |                              |  |  |       |  |  |                             |  |  |                          |  |
|                                        | ... | ...                                      |                              |  |  |       |  |  |                             |  |  |                          |  |
|                                        | ... | ...                                      |                              |  |  |       |  |  |                             |  |  |                          |  |
|                                        | ... | ...                                      |                              |  |  |       |  |  |                             |  |  |                          |  |
| Hassan Al Khrayyesh Al Ajmi            | ... |                                          |                              |  |  |       |  |  |                             |  |  |                          |  |
|                                        |     | ...                                      | ...                          |  |  |       |  |  |                             |  |  |                          |  |
|                                        |     | ...                                      | ...                          |  |  |       |  |  |                             |  |  |                          |  |
|                                        |     | ...                                      | ...                          |  |  |       |  |  |                             |  |  |                          |  |
| Sheia bint Hassan Al Khrayyesh Al Ajmi |     | ...                                      |                              |  |  |       |  |  |                             |  |  |                          |  |
|                                        |     | ...                                      | ...                          |  |  |       |  |  |                             |  |  |                          |  |
|                                        |     | ...                                      | ...                          |  |  |       |  |  |                             |  |  |                          |  |
|                                        |     | ...                                      | ...                          |  |  |       |  |  |                             |  |  |                          |  |
| ...                                    |     | ...                                      |                              |  |  |       |  |  |                             |  |  |                          |  |
|                                        |     | ...                                      | ...                          |  |  |       |  |  |                             |  |  |                          |  |
|                                        |     | ...                                      | ...                          |  |  |       |  |  |                             |  |  |                          |  |
|                                        |     | ...                                      | ...                          |  |  |       |  |  |                             |  |  |                          |  |
|                                        |     | ...                                      |                              |  |  |       |  |  |                             |  |  |                          |  |

## Onorificenze

### Altri riconoscimenti
- Medal of Magnanamity (2011);
- Iª Classe della Command and Proficiancy Medal;
- Medal for Military Duty.